# Soldi sporchi
Soldi sporchi (A Simple Plan) è un film del 1998 diretto da Sam Raimi.
Il soggetto è basato sul romanzo Un piano semplice di Scott B. Smith.

## Trama
I fratelli Hank e Jacob Mitchell e il migliore amico di quest'ultimo, Lou, trovano casualmente una borsa piena di soldi nei rottami di un aereo precipitato sulla neve. Dopo le prime perplessità, decideranno di tenerli, consigliati anche dalla moglie di Hank, che si rivela il più sveglio fra i tre. Subito dopo Jacob incontra lo sceriffo Carl Jenkins e gli dice di aver sentito il rumore di un aereo, arrivando vicinissimo a rovinare il piano dei tre. In seguito si scoprirà che i soldi, oltre 4 milioni di dollari, erano l'importo per il riscatto di una persona rapita.
Lo sceriffo, amico dei due fratelli, non sospetta nulla, ma gli eventi precipiteranno. Hank e Jacob sono costretti a uccidere un vecchio contadino, Dwight, che per cacciare una volpe si stava avvicinando all'aereo, ma Hank riuscirà comunque a far sembrare il tutto un incidente. Proprio mentre i due fratelli iniziano a pensare a cosa fare con la loro metà del denaro e contemporaneamente alla nascita della figlia di Hank, sorge un altro problema: Lou vuole la sua parte per via dei suoi problemi finanziari. Venuto a sapere dall'ingenuo Jacob dell'omicidio del vecchio, inizia a ricattare Hank.
Grazie a uno stratagemma ideato dalla moglie di Hank, i fratelli Mitchell registrano Lou mentre confessa l'omicidio di Dwight. Quando però Lou scopre il piano s'infuria minacciando Hank con un fucile, Jacob implora invano l'amico di deporre l'arma e quindi si vede così costretto a sparargli. Di fronte alla reazione violenta della moglie testimone, che esplode alcuni colpi di pistola, Hank la fredda. Mantenendo il sangue freddo, convince il fratello a dare alla polizia una versione dei fatti secondo cui Lou, impazzito, avrebbe ucciso la moglie e per legittima difesa Jacob sarebbe stato costretto a ucciderlo. Fortunatamente per i due, questa confessione non desta alcun sospetto nello sceriffo Jenkins, amico di Hank. Piuttosto devasta Jacob, assalito dai sensi di colpa per aver prima tradito e poi ucciso il suo migliore amico.
Ma i guai non sono finiti. Lo sceriffo Jenkins chiede ai fratelli Mitchell di guidare lui e l'agente Baxter, dell'FBI, sul luogo in cui Jacob aveva sentito il rumore dell'aereo. Hank però scopre che Neil Baxter non è un agente dell'FBI, bensì uno dei due rapinatori a cui apparteneva il bottino presente nell'aereo. Inizialmente incerto sul da farsi, Hank decide contro la volontà della moglie di recarsi con Baxter e Jenkins sul posto dove i tre verranno raggiunti anche da Jacob, venuto a sapere della vera identità di Neil Baxter. Quando Jenkins però scopre l'aereo, si consuma la tragedia: il finto agente Baxter ammazza Jenkins e viene ucciso a sua volta da Hank.
Quando anche Jacob li raggiunge, all'udire l'ennesimo piano di Hank, chiede a Hank di ucciderlo, così da far sembrare il tutto come se egli fosse stato ucciso assieme a Jenkins da Baxter, e Hank avesse, quindi, ucciso per legittima difesa il falso agente dell'FBI. Addolorato come non mai, Hank acconsente e spara colpendo mortalmente il fratello. Anche questa volta la versione di Hank viene creduta, ma due veri agenti dell'FBI gli diranno che una parte dei numeri di serie dei contanti del riscatto da lui trovato era registrata, e che, quindi, chiunque li avesse spesi avrebbe corso il rischio di essere arrestato. Hank, quindi, brucia tutto il denaro e torna, insieme alla moglie, alla sua solita vita, funestata dal senso di colpa per gli omicidi commessi, in particolare di Jacob.

## Riconoscimenti
- 1999 – Premio Oscar
  - Candidatura al miglior attore non protagonista a Billy Bob Thornton
  - Candidatura alla miglior sceneggiatura non originale a Scott B. Smith

- 1999 – Golden Globe
  - Candidatura al miglior attore non protagonista a Billy Bob Thornton

- 1998 – National Board of Review Awards
  - Migliori dieci film
  - Miglior sceneggiatura a Scott B. Smith

- 1999 – Critics' Choice Awards
  - Miglior sceneggiatura non originale a Scott B. Smith
  - Miglior attore non protagonista a Billy Bob Thornton
  - Candidatura al miglior film